# Agymenő kávézó
Az Agymenő kávézó (eredeti cím: Call Me Kat) 2021 és 2023 között vetített amerikai szitkom, amelyet Darlene Hunt alkotott Miranda című brit vígjáték sorozata alapján. A főbb szerepekben Mayim Bialik, Swoosie Kurtz, Leslie Jordan, Kyla Pratt, Cheyenne Jackson és Christopher Rivas látható. 
Amerikában 2021. január 3-án a Fox, míg Magyarországon 2022. november 7-én az RTL mutatta be. A második évadot 2023. december 23-án az RTL Kettő mutatta be.

## Történet
A sorozat egy Kat nevű 39 éves egyedülálló nőt követ, aki nap mint nap küzd a társadalom és az anyja ellen, hogy bebizonyítsa, az ember nem kaphat meg mindent, amit csak akar, de így is boldog lehet. Miután otthagyta professzori állását a Louisville-i Egyetemen, a szülei által az esküvőjére elkülönített pénzt arra költi, hogy macskakávézót nyisson Louisville-ben.

## Szereplők
| Szereplő | Színész           | Magyar hang     | Leírás |
| -------- | ----------------- | --------------- | --- |
| Kat      | Mayim Bialik      | Szabó Zselyke   | 39 éves egyedülálló nő, aki macskakávézót vezet Louisville-ben, és azzal küzd, hogy megtalálja az egyensúlyt új, kiteljesedő karrierje és állandó magányérzete között. |
| Sheila   | Swoosie Kurtz     | Andai Katalin   | Kat uralkodó anyja, aki nem érti, hogy lánya miért választja a szingliséget, és folyamatosan próbálja rávenni, hogy új férfiakkal ismerkedjen meg.                     |
| Phil     | Leslie Jordan     | Csuha Lajos     | Újonnan egyedülálló meleg férfi, aki pékként dolgozik Kat kávézójában.                                                                                                 |
| Randi    | Kyla Pratt        | Csifó Dorina    | Pincérnő a kávézóban, majd Kat üzleti partnere lesz. |
| Carter   | Julian Grant      | Szrna Krisztián | A Kat kávézója melletti zongorabár, a The Middle C tulajdonosa és Randi barátja.                                                                                       |
| Max      | Cheynne Jackson   | Pál Tamás       | Kat barátja és egykori főiskolai szerelme, aki Carter bárjában dolgozik, miután hazatért az évekig tartó külföldi utazásairól.                                         |
| Oscar    | Christopher Rivas | Papp Dániel     | Csomagkihordó és rövid ideig Kat vőlegénye. |

## Epizódok
| Évad | Évad | Részek száma | Részek száma | Eredeti sugárzás     | Eredeti sugárzás  | Eredeti adó | Magyar sugárzás    | Magyar sugárzás    | Magyar adó |
| Évad | Évad | Részek száma | Részek száma | Évadbemutató         | Évadzáró          | Eredeti adó | Évadbemutató       | Évadzáró           | Magyar adó |
| ---- | ---- | ------------ | ------------ | -------------------- | ----------------- | ----------- | ------------------ | ------------------ | ---------- |
|      | 1.   | 13           | 13           | 2021. január 3.      | 2021. március 25. | Fox         | 2022. november 7.  | 2022. november 23. | RTL        |
|      | 2.   | 18           | 18           | 2022. január 9.      | 2022. május 5.    | Fox         | 2023. december 23. | 2023. december 29. | RTL II     |
|      | 3.   | 22           | 22           | 2022. szeptember 29. | 2023. május 4.    | Fox         | n. a.              | n. a.              | n. a.      |

### 1. évad (2021)
| Sor. | Év. | Cím                                 | Rendező              | Író                 | Premier                              | Nézettség   |
| ---- | --- | ----------------------------------- | -------------------- | ------------------- | ------------------------------------ | ----------- |
| 1.   | 1.  | Plusz egy fő (Plus One)             | Beth McCarthy-Miller | Darlene Hunt        | 2021. január 3. 2022. november 7.    | 5,63 millió |
| 2.   | 2.  | A randihalmozó (Double Date)        | Anthony Rich         | Darlene Hunt        | 2021. január 7. 2022. november 8.    | 3,30 millió |
| 3.   | 3.  | Hurrá, nyaralok! (Vacation)         | Mark Cendrowski      | David Holden        | 2021. január 14. 2022. november 9.   | 2,84 millió |
| 4.   | 4.  | Terápia (Therapy)                   | Richie Keen          | Darlene Hunt        | 2021. január 21. 2022. november 10.  | 2,53 millió |
| 5.   | 5.  | Az a fránya torta (Cake)            | Anthony Rich         | David Holden        | 2021. január 28. 2022. november 11.  | 2,48 millió |
| 6.   | 6.  | Menekülés a konditeremből (Gym)     | Victor Gonzalez      | Laura Krafft        | 2021. február 4. 2022. november 14.  | 2,55 millió |
| 7.   | 7.  | A kismama teszt (Eggs)              | Kelly Park           | Kimberly Altamirano | 2021. február 11. 2022. november 15. | 2,05 millió |
| 8.   | 8.  | Buli hajnalig (All Nighter)         | Jody Margolin Hahn   | Adam Faberman       | 2021. február 18. 2022. november 16. | 2,20 millió |
| 9.   | 9.  | Az első randi (First Date)          | Kelly Park           | Molly Schreiber     | 2021. február 25. 2022. november 17. | 2,19 millió |
| 10.  | 10. | Az ellenszavazat (Business Council) | Victor Gonzalez      | Amy Hubbs           | 2021. március 4. 2022. november 18.  | 1,97 millió |
| 11.  | 11. | A költözés (Moving In)              | Jody Margolin Hahn   | Lauren Bridges      | 2021. március 11. 2022. november 21. | 1,76 millió |
| 12.  | 12. | Az a fránya pirula (Salsa)          | Jude Weng            | David Holden        | 2021. március 18. 2022. november 22. | 2,32 millió |
| 13.  | 13. | Az évforduló (Cat-A-Versary)        | Anthony Rich         | Darlene Hunt        | 2021. március 25. 2022. november 23. | 2,11 millió |

### 2. évad (2022)
| Sor. | Év. | Cím                                                  | Rendező              | Író                                                                                         | Premier                              | Nézettség   |
| ---- | --- | ---------------------------------------------------- | -------------------- | ------------------------------------------------------------------------------------------- | ------------------------------------ | ----------- |
| 14.  | 1.  | Dilemma (Call Me Kerfuffled)                         | Anthony Rich         | Alissa Neubauer és Sheldon Bull                                                             | 2022. január 9. 2023. december 23.   | 4,96 millió |
| 15.  | 2.  | Az évforduló (Call Me By My Middle Name)             | Anthony Rich         | Britté Anchor és Spencer Taylor                                                             | 2022. január 13. 2023. december 24.  | 1,58 millió |
| 16.  | 3.  | A kanapé (Call Me a Sporty Giant)                    | Anthony Rich         | Jon Kinnally és Tracy Poust                                                                 | 2022. január 20. 2023. december 24.  | 1,68 millió |
| 17.  | 4.  | A negyvenes (Call Me Forty)                          | Nikki Lorre          | Adam Faberman és Chelsea Myers                                                              | 2022. január 27. 2023. december 25.  | 1,53 millió |
| 18.  | 5.  | A nevezés (Call Me Your Biggest Fan)                 | Jude Weng            | Howard Jordan, Jr.                                                                          | 2022. február 3. 2023. december 25.  | 1,83 millió |
| 19.  | 6.  | A hűtlen (Call Me Unfaithful)                        | James Widdoes        | Sheldon Bull & Britté Anchor                                                                | 2022. február 10. 2023. december 25. | 1,74 millió |
| 20.  | 7.  | A bosszantó kisegítő (Call Me Cupcake)               | Phill Lewis          | Alissa Neubauer és Spencer Taylor                                                           | 2022. február 17. 2023. december 26. | 1,70 millió |
| 21.  | 8.  | Sorpajti (Call Me Señor Don Gato)                    | Phill Lewis          | Jon Kinnally és Tracy Poust                                                                 | 2022. február 24. 2023. december 26. | 1,30 millió |
| 22.  | 9.  | A kilakoltatott (Call Me Irresponsible)              | Michele Azenzer Bear | Sheldon Bull és Chelsea Myers                                                               | 2022. március 3. 2023. december 26.  | 1,29 millió |
| 23.  | 10. | Katzilla (Call Me Katzilla)                          | Kelly Park           | Britté Anchor és Adam Faberman                                                              | 2022. március 10. 2023. december 27. | 1,40 millió |
| 24.  | 11. | Jó szomszédság (Call Me the Bad Boy of Cheese)       | James Widdoes        | Eddie Gorodetsky és Britté Anchor                                                           | 2022. március 17. 2023. december 27. | 1,95 millió |
| 25.  | 12. | A dupla randi (Call Me a McCluckhead)                | Kelly Park           | Spencer Taylor és Chelsea Myers                                                             | 2022. március 24. 2023. december 27. | 1,92 millió |
| 26.  | 13. | Tarolás (Call Me a Kingbirdie)                       | Anthony Rich         | Jon Kinnally és Tracy Poust                                                                 | 2022. március 31. 2023. december 28. | 1,52 millió |
| 27.  | 14. | Botcsinálta Kupidó (Call Me Cupid)                   | Phill Lewis          | Történet: Eddie Gorodetsky és Jamie Laski Tévéjáték: Alissa Neubauer és Adam Faberman       | 2022. április 7. 2023. december 28.  | 1,76 millió |
| 28.  | 15. | Szakíts, ha tudsz! (Call Me Tiny Boo-Boo)            | Rebecca Ancheta Blum | Történet: Jon Kinnally és Tracy Poust Tévéjáték: Sheldon Bull és Spencer Taylor             | 2022. április 14. 2023. december 28. | 1,46 millió |
| 29.  | 16. | Egyéjszakás kaland (Call Me What the Kat Dragged In) | Anthony Rich         | Történet: Britté Anchor és Alexandra Melnick Tévéjáték: Howard Jordan, Jr. és Chelsea Myers | 2022. április 21. 2023. december 29. | 1,68 millió |
| 30.  | 17. | Fránya lakók (Call Me Flatch)                        | Anthony Rich         | Történet: Alissa Neubauer és Spencer Taylor Tévéjáték: Adam Faberman és Howard Jordan, Jr.  | 2022. április 28. 2023. december 29. | 1,46 millió |
| 31.  | 18. | A búcsú (Call Me Sellfish)                           | Anthony Rich         | Történet: Jon Kinnally és Tracy Poust Tévéjáték: Alissa Neubauer és Eddie Gorodetsky        | 2022. május 5. 2023. december 29.    | 1,67 millió |

### 3. évad (2022–2023)
| Sor. | Év. | Cím                           | Rendező                     | Író | Premier              | Nézettség   |
| ---- | --- | ----------------------------- | --------------------------- | --- | -------------------- | ----------- |
| 32.  | 1.  | Call Me Ken Jennings          | Anthony Rich                | Történet: Britté Anchor és Jim Reynolds Tévéjáték: Maria Ferrari és Warren Bell                                    | 2022. szeptember 29. | 1,20 millió |
| 33.  | 2.  | Call Me Skeeter Juice         | Anthony Rich                | Történet: Maria Ferrari és Warren Bell Tévéjáték: Jim Patterson és Chelsea Myers                                   | 2022. október 6.     | 1,10 millió |
| 34.  | 3.  | Call Me Thor                  | Anthony Rich                | Történet: Deanna Morgan és Justin Mooney Tévéjáték: Britté Anchor és Jim Reynolds                                  | 2022. október 13.    | 1,12 millió |
| 35.  | 4.  | Call Me Donor Four-Five-Seven | Mark Cendrowski             | Történet: Jim Patterson és Christian Honce Tévéjáték: Warren Bell és Adam Faberman                                 | 2022. október 20.    | 1,12 millió |
| 36.  | 5.  | Call Me Uncle Dad             | Mark Cendrowski             | Történet: Maria Ferrari és Chelsea Myers Tévéjáték: Britté Anchor és Jim Reynolds                                  | 2022. október 27.    | 1,44 millió |
| 37.  | 6.  | Call Me The Hot Chick Two     | Mark Cendrowski             | Történet: Adam Faberman és Alexandra Melnick Tévéjáték: Warren Bell és Jim Reynolds                                | 2022. november 10.   | 1,11 millió |
| 38.  | 7.  | Call Me Dame Booty Clench     | Mark Cendrowski             | Történet: Jim Patterson és Maria Ferrari Tévéjáték: Deanna Morgan és Justin Mooney                                 | 2022. november 17.   | 1,14 millió |
| 39.  | 8.  | Call Me Fancy Puffenstuff     | Ren Bell                    | Történet: Jim Reynolds és Rachel Livingston Tévéjáték: Maria Ferrari és Warren Bell                                | 2022. december 1.    | 1,07 millió |
| 40.  | 9.  | Call Me Chrismukkah           | Mark Cendrowski és Ren Bell | Történet: Maria Ferrari és Warren Bell Tévéjáték: Jim Patterson és Jim Reynolds                                    | 2022. december 8.    | 1,03 millió |
| 41.  | 10. | Call Me Philliam              | Kelly Park                  | Történet: Jim Patterson és Maria Ferrari Tévéjáték: Warren Bell és Jim Reynolds                                    | 2023. január 5.      | 1,18 millió |
| 42.  | 11. | Call Me Prescription Roulette | Kelly Park                  | Történet: Deanna Morgan és Justin Mooney Tévéjáték: Britté Anchor és Chelsea Myers                                 | 2023. január 12.     | 1,20 millió |
| 43.  | 12. | Call Me Ichabod Evel Knievel  | Michele Azenzer Bear        | Történet: Britté Anchor és Chelsea Myers Tévéjáték: Cody Wilkins és Benedict Chiu                                  | 2023. január 26.     | 1,21 millió |
| 44.  | 13. | Call Me Fatty Patty           | Anthony Rich                | Történet: Maria Ferrari és Adam Faberman Tévéjáték: Jim Patterson és Chelsea                                       | 2023. február 2.     | 1,03 millió |
| 45.  | 14. | Call Me Better Than Paul Rudd | Anthony Rich                | Történet: Chelsea Myers és Justin Mooney Tévéjáték: Britté Anchor és Adam Faberman                                 | 2023. február 16.    | 1,56 millió |
| 46.  | 15. | Call Me 'Cat's in The Cradle  | Anthony Rich                | Történet: Deanna Morgan és Matthew McGeehan Tévéjáték: Maria Ferrari és Warren Bell                                | 2023. február 23.    | 1,31 millió |
| 47.  | 16. | Call Me Worth the Wait        | Anthony Rich                | Történet: Adam Faberman és Alexandra Melnick Tévéjáték: Jim Patterson és Jim Reynolds                              | 2023. március 2.     | 1,18 millió |
| 48.  | 17. | Call Me Lady Avenger          | Phill Lewis                 | Történet: Warren Bell és Jim Reynolds Tévéjáték: Britté Anchor és Chelsea Myers                                    | 2023. március 9.     | 1,20 millió |
| 49.  | 18. | Call Me Toilet Roboto         | Phill Lewis                 | Történet: Maria Ferrari és Rachel Livingston Tévéjáték: Deanna Morgan és Justin Mooney                             | 2023. március 16.    | 1,29 millió |
| 50.  | 19. | Call Me Not Okurrr            | Phill Lewis                 | Történet: Jim Patterson és Maria Ferrari Tévéjáték: Warren Bell és Jim Reynolds                                    | 2023. március 30.    | 1,09 millió |
| 51.  | 20. | Call Me Consciously Uncoupled | Phill Lewis                 | Történet: Chelsea Myers és Deanna Morgan Tévéjáték: Britté Anchor és Jim Reynolds                                  | 2023. április 6.     | 1,19 millió |
| 52.  | 21. | Call Me Pretty Kitty          | Phill Lewis                 | Történet: Justin Mooney és Allison Jackson Tévéjáték: Jim Reynolds és Andy Gordon                                  | 2023. április 27.    | 0,99 millió |
| 53.  | 22. | Call Me A Donut Wall          | Ren Bell                    | Történet: Jamie Rhonheimer, Jessica Kravitz és Justin Mooney Tévéjáték: Jim Patterson, Jim Reynolds és Andy Gordon | 2023. május 4.       | 1,01 millió |

## Fordítás
- Ez a szócikk részben vagy egészben  a   Call Me Kat című angol Wikipédia-szócikk ezen változatának fordításán alapul.  Az eredeti cikk szerkesztőit annak laptörténete sorolja fel. Ez a jelzés csupán a megfogalmazás eredetét és a szerzői jogokat jelzi, nem szolgál a cikkben szereplő információk forrásmegjelöléseként.